# 23166 Bilal
23166 Bilal là một tiểu hành tinh vành đai chính với chu kỳ quỹ đạo là 1699.2695926 ngày (4.65 năm).
Nó được phát hiện ngày 7 tháng 4 năm 2000.